# Автоматизація відсаджувальної машини

Факторна модель процесу відсадки. Схема керувальних, збурювальних впливів

Автоматиза́ція відса́джувальної маши́ни

## Загальний опис
Особливістю сучасної відсаджувальної машини є велике число керуючих впливів. Для прикладу розглянемо відсаджувальну машину з роторним розвантажувачем для збагачення вугілля. Керуючі впливи відсаджувальної машини наведені на рис. 1. До них належить навантаження (G), витрата транспортної і підрешітної води (Qт, Qп), витрата повітря (Qп), частота обертання роторного розвантажувача (wр), частота і амплітуда пульсації постелі (fп, Aп).
Вхідні збурення пов'язані в основному із змінним характером властивостей сировини. Це — зольність, ситовий і фракційний склад вихідного (Aвх, С, Ф).
На рисунку показано проміжні вихідні параметри — розпушеність і висота постелі (Rп, Hп). Останні два чинники безпосередньо впливають на вихідні параметри — зольність продуктів (Аi) і їх вихід (γi).
Звичайно, цей перелік факторів впливу на процес далеко не вичерпний. Так, при наявності штучної постілі важливим є її гранулометричний склад (особливо зерен верхнього підшару штучної постілі). Важливим регулівним чинником може бути зміна форми кривої відсаджувального циклу, що при сучасних клапанних пульсаторах не являє технічної трудності. Таким чином, можливості побудови нових ефективних САР процесом відсадки цілком реальна.
При виборі регуляторів висоти і розпушеності постелі потрібно враховувати, що передавальна функція відсаджувальної машини по каналу «частота обертання ротора розвантажувача» — «висота постелі» являє собою реальну інтегрувальну ланку з транспортним запізненням, а по каналах «витрата підрешітної води води або повітря» — «розпушеність постелі» передавальна функція має вигляд аперіодичної ланки першого порядку з транспортним запізненням.
Таким чином, при розробці схеми автоматизації відсаджувальної машини приймаємо, що до основних технологічних параметрів, які визначають якісно-кількісні показники її роботи, належать розпушеність постелі і її товщина (висота).

## Схема автоматичного регулювання розпушеності відсаджувальної постелі
Розпушеність постелі зумовлює можливість її розшарування за густиною. Вона може змінюватися шляхом регулювання витрати підрешітної води і повітря. Каналом управління розпушеністю постелі звичайно приймають витрату підрешітної води. На схемі автоматизації (рис. 2) регулювання розпушеності здійснює система 1 (перше відділення машини).
Така ж система передбачається й у другому відділенні (на схемі не показана). Система містить стандартні елементи автоматики: датчик (1-1), вторинний показувач (1-2), регулятор із задавачем (1-3 і 1-4), виконавчий механізм з регулятором (1-5).

## Регулювання товщини постелі (шару важкої фракції постелі)
Див. також Автоматичний регулятор рівня електричної дії типу АРУ
Товщина постелі може регулюватися навантаженням на машину і кількістю вивантаження важкої фракції. Навантаження на машину встановлюється постійним (на схемі не показано), тому за основний канал управління товщиною постелі прийнята частота обертання роторного розватажувача, тобто кількість важкої фракції, що вивантажується за одиницю часу. На сучасних відсаджувальних машинах роторні развантажувачі важкої фракції укомплектовані тиристорним приводом (регульована частота обертання).
На схемі регулювання товщини шару важкої фракції постелі здійснюється системою 2 (друге відділення машини). Ця система містить поплавковий датчик (2-1), станцію управління (2-5) тиристорним приводом (2-6). Подібна система встановлена і в першому відділенні (на рисунку не показана).

## Комплекс автоматизації відсаджувальних машин
Див. також АСК ТП збагачення вугілля відсадкою
Ряд параметрів процесу відсадки бажано контролювати. До них належать зольність концентрату (система контролю 3), навантаження на машину (система 6). Для контролю переміщення ланцюгів елеваторів встановлено реле швидкості з сигналізацією (системи 4 і 5).
На деяких вуглезбагачувальних фабриках експлуатується комплекс автоматизації відсаджувальних машин ОКА. Комплекс включає ряд функціональних блоків, що виконують:
- автоматичне регулювання висоти і розпушеності постелі;
- оптимізацію процесу розділення вугілля з урахуванням зольності продуктів збагачення і продуктивності відсаджувальної машини;
- контроль основних параметрів процесу відсадки і сигналізацію про стан механізмів.